# Hey Princess
Hey Princess är en låt från 1992 av det svenska indiebandet Popsicle. Låten var Popsicles genombrott och är en av den svenska indiepopens klassiska låtar. Hey Princess fanns med på gruppens album Lacquer från 1992 och släpptes 1993 som singel.
Mats Jonssons seriealbum Hey Princess har tagit sitt namn från låten.